# Алгебраическая независимость
Алгебраическая независимость — понятие теории расширений полей. 
Пусть {\displaystyle L} некоторое расширение поля {\displaystyle K}. Элементы {\displaystyle (\alpha _{1},\ldots ,\alpha _{n})} называются алгебраически независимыми, если для произвольного не равного тождественно нулю многочлена {\displaystyle P(x_{1},\ldots ,x_{n})} с коэффициентами из поля {\displaystyle K}
{\displaystyle P(\alpha _{1},\dots ,\alpha _{n})\neq 0}.
В другом случае элементы {\displaystyle (\alpha _{1},\ldots ,\alpha _{n})} называются алгебраически зависимыми. 
Бесконечное множество элементов называется алгебраически независимым, если независимым является каждое его конечное подмножество, и называется зависимым в противном случае. Определение алгебраической независимости можно распространить на случай, когда {\displaystyle L} — кольцо и {\displaystyle K} — его подкольцо.

## Алгебраическая независимость известных констант
Пусть константы {\displaystyle e} и {\displaystyle \pi } известны как трансцендентные, однако неизвестно, является ли их множество алгебраически независимым над {\displaystyle \mathbb {Q} }. Неизвестно даже, иррационально ли {\displaystyle \pi +e}. Нестеренко доказал в 1996 году, что:
- числа {\displaystyle \pi }, {\displaystyle e^{\pi }} и {\displaystyle \Gamma (1/4)} алгебраически независимы над {\displaystyle \mathbb {Q} }[3];
- числа {\displaystyle e^{\pi {\sqrt {3}}}} и {\displaystyle \Gamma (1/3)} алгебраически независимы над {\displaystyle \mathbb {Q} };
- для всех положительных целых чисел {\displaystyle n}, число {\displaystyle e^{\pi {\sqrt {n}}}} алгебраически независимы над {\displaystyle \mathbb {Q} }[4].

## Пример
Подмножество {\displaystyle \{{\sqrt {\pi }};2\pi +1\}} поля вещественных чисел {\displaystyle \mathbb {R} } не является алгебраически независимым над полем {\displaystyle \mathbb {Q} }, поскольку многочлен {\displaystyle P(x_{1},x_{2})=2x_{1}^{2}-x_{2}+1} является нетривиальным с рациональными коэффициентами и {\displaystyle P({\sqrt {\pi }},2\pi +1)=0}.